# Гижига (шхуна)
«Гижига» — парусный транспорт Охотской флотилий, в некоторых источниках классифицируется как бриг. Нёс службу на Дальнем Востоке России, выполняя транспортные рейсы и посыльные миссии. «Гижига» затонула в ночь с 27 на 28 сентября 1845 года у входа в Авачинскую губу.

## Описание судна
Парусный транспорт с деревянным корпусом. Длина судна между перпендикулярами составляла 22,4 метра, ширина с обшивкой по сведениям из различных источников — 7—7,4 метра, а осадка — 3,7—3,76 метра.

## Служба
Транспорт «Гижига» был заложен на стапеле Охотской верфи 25 июня (7 июля) 1843 года и после спуска на воду 4 (16) июля 1844 года зачислен в отряд Петропавловского Порта Охотской флотилии России. Строительство вёл кораблестроитель штабс-капитан В. Штейнгертер. После спуска на воду «Гижиги» строительство судов на Охотской верфи практически полностью прекратилось, за исключением редкого строительства небольших парусно-гребных судов, а после переноса флотилии в Петропавловский Порт и вовсе закрыто.
В навигацию 1844 года судно выполняло транспортные и посыльные рейсы между Охотском и Петропавловским Портом.

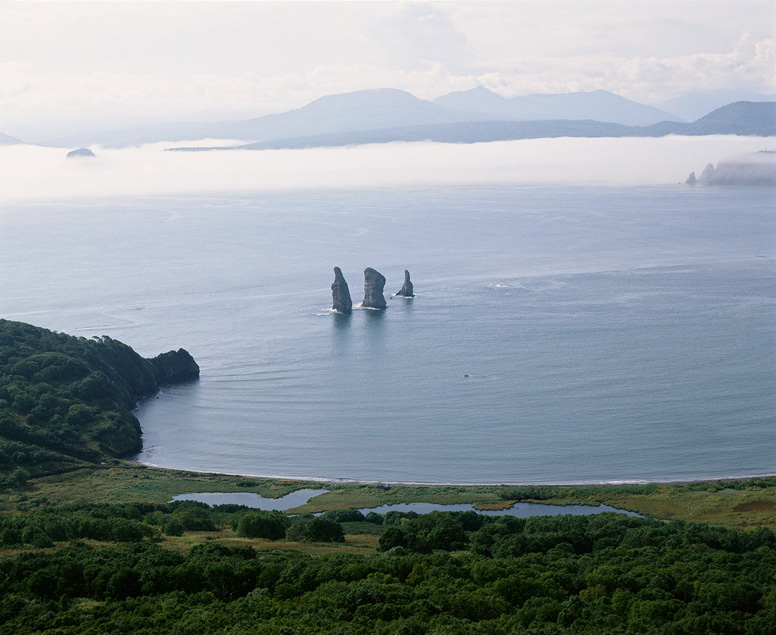
Скалы Три Брата

В летнюю кампанию 1845 года командиром шхуны был назначен КФШ мичман А. И. Григорьев. Он отправился в свой первый самостоятельный рейс из Охотска в Петропавловский порт. На борту находились назначенные в Порт 27 сентября, когда транспорт заходил в Авачинскую губу, то ветер стих и шхуна легла сначала в дрейф, а потом стала на якорь в одной морской миле к юго-западу от скал Три Брата — в 8 милях от порта. С 10 вечера поднялся ветер и очень быстро достиг силы бури. Шхуну сорвало с якоря и понесло поперёк губы в бухту Ягодная, где она наскочила по посредине бухты на камень. Затем волны опрокинули транспорт на левый борт и его мачты ушли под воду. Одному матросу удалось добраться до берега и протянуть канат по которому все оставшиеся спаслись. К ним на помощь направились на двух шлюпках с командами капитан-лейтенант Рыдалев и прапорщик Секерин и на трёх вельботах американские и британские китобои, с судов отдыхавших в Петропавловске. Шлюпки к-л Рыдалева и американца Свейна перевернулись, но все остались живы. Также китоловы организовали по заливу отыск тел утонувших. Через 6 дней лодки вернулись с выжившими. После похорон комиссия с членами команды шхуны вновь выехала к месту крушения. 14 октября отправившаяся туда лодка под управлением боцмана Курилова перевернулась, все находившиеся на борту утонули; сама шлюпка несколькими днями позже была выброшена на берег у Порта. Свезённые со шхуны на берег груз и почту в течение почти двух месяцев переправляли в Петропавловский Порт.
Во время крушения было смыто за борт и утонуло 14 человек, среди которых: штурман транспорта прапорщик Александр Семчин с женой (урождённая Толман, была найдена с изуродованным телом), назначенный на службу в Флотилию лекарь Сигизмунд Станкевич с женой Марией, дочь Флорентия Петровича Булатова с супругом и штурманский ученик Александр Самойлов следовавший к матери в отпуск, ещё три женщины, 2 детей, священнослужитель и якут.
Вахтенный журнал шхуны был найден на теле Семчина — он довёл его своей рукой до исхода 12 часа ночи. Так же его карманные часы и найденные часы пассажиров застыли примерно на полночи. Это дало комиссии повод сделать вывод, о том, что транспорт погрузился в воду примерно в это время. Предварительная комиссия под председательством начальника Камчатки постановила: «Григорьев стал на якорь, и притом в опасном месте, без всякой надобности, потому что должен был при затишье ветра буксироваться, так как из журнала видно, что команда не была изнурена никакими предварительными штормами, и следовательно могла прибуксировать судно в гавань, особенно при истребовании помощи от порта, на расстоянии нескольких миль; что, с другой стороны, беспечность была до того велика, когда судно дрейфовало, командир и команда спали». Комиссия Военного суда, после слушания выводов комиссии, постановила: «дело об этом крушении передать воле Божьей», что означало, что командир и команда сделали все возможное для спасения.
В 1847 году А. И. Григорьев был вызван в Санкт-Петербург на морскую комиссию, которая оправдала его полностью с отнесением всех убытков за счёт казны. Годом позже он был произведён уже в чин капитан-лейтенанта. 5 июля 1850 года А. И. Григорьев, командуя бригом «Курил», вновь отправился из Охотска в Петропавловский Порт. Во время этого перехода бриг пропал без вести. На его борту находилось 28 человек команды и 14 пассажиров, а также казённый и частный груз.

## Командиры
Командирами транспорта «Гижига» в разное время служили:
- капитан-лейтенант Н. И. Парфёнов (1844 год);
- КФШ мичман Аполлон Иванович Григорьев (1845 год).

### Комментарии
1. ↑  73 фута 6 дюймов.
2. ↑  23 фута 1 дюйм.
3. ↑  12 футов 4 дюйма.